# Ilam (tỉnh)
Tỉnh Ilam (tiếng Ba Tư: استان ایلام, Ostān-e Īlām) là một trong 31 tỉnh Iran. Tỉnh nằm ở phía tây nam của đất nước, giáp biên giới với các tỉnh Diyala, Wasit và Maysan của Iraq. Trung tâm tỉnh là thành phố của Ilam. Tỉnh diện tích 19.086 km vuông, thành phố thuộc tỉnh Ilam, Mehran, Dehloran, Dareh Shahr, Sarable, Eyvan, Abdanan và Arkwaz. Tỉnh giáp ranh với tỉnh Khuzestan ở phía nam, tỉnh Lurestan ở phía đông, tỉnh Kermanshah ở phía bắc và Iraq ở phía tây với 425 km biên giới chung. Dân số của tỉnh là khoảng 540.000 người (2005 ước tính). Tỉnh có tổng cộng huyện.